# Kissidougou
Kissidougou is een stad in Guineese regio Faranah.
Kissidougou telde in 1996 bij de volkstelling 66.028 inwoners. Sindsdien is de bevolking sterk toegenomen als gevolg van de conflicten in Sierra Leone en Liberia; de huidige bevolking wordt inclusief de vluchtelingen op ongeveer 120.000 geschat.

## Geboren in Kissidougou
- Mory Kanté (1950-2020), zanger